# Кубок Монголії з футболу
Кубок Монголії з футболу — футбольний клубний турнір в Монголії, який проводиться під егідою Монгольської футбольної федерації. Переможець змагання представляє країну у Кубку АФК.

## Формат
У турнірі беруть участь команди з Прем'єр-ліги Монголії та Першої Ліги Монголії. Розіграш кубка проводиться за кубковою системою. У перших двох раундах переможець пари визначається за підсумками одного матчу, який проводиться на полі команди, що визначається жеребкуванням, а у чвертьфіналах та півфіналах суперники проводять по одному матчу вдома і на виїзді. Фінальний матч проводиться на нейтральному стадіоні.

## Фінали
| Сезон   | Чемпіон                 | Рахунок                 | Фіналіст                |
| ------- | ----------------------- | ----------------------- | ----------------------- |
| 1997    | Ерчім                   |                         |                         |
| 1998    | Делгер                  |                         |                         |
| 1999    | Ерчім                   |                         |                         |
| 2000    | Ерчім                   |                         |                         |
| 2001    | Мон-Уран                |                         | Ерчім                   |
| 2002    | Мон-Уран                |                         | Ерчім                   |
| 2003-04 | відсутні відомості      | відсутні відомості      | відсутні відомості      |
| 2005    | Хоромхон                |                         |                         |
| 2006    |                         |                         | Хоромхон                |
| 2007-10 | змагання не проводились | змагання не проводились | змагання не проводились |
| 2011    | Ерчім                   |                         |                         |
| 2012    | Ерчім                   | 1–1 дч пен. 5–4         | Хасіїн Хулгууд          |
| 2013-14 | змагання не проводились | змагання не проводились | змагання не проводились |
| 2015    | Ерчім                   | 4–0                     | Улан-Батор              |
| 2016    | Хангарід                | 3–0                     | Дерен                   |
| 2017    | Улан-Батор Сіті         | 4–2                     | Улан-Батор              |
| 2018    | Атлетік 220             | 2–0                     | Улан-Батор Сіті         |
| 2019    | Ерчім                   | 3–2                     | СП Фалконс              |
| 2020-22 | змагання не проводились | змагання не проводились | змагання не проводились |
| 2023    | Улан-Батор              | 4–0                     | Хоромхон                |
| 2023-24 | СП Фалконс              | 1–1 дч пен. 5–4         | Хоромхон                |